# Unión del Pueblo Español
Unión del Pueblo Español (UDPE) fue una asociación política y posterior partido español existente entre 1975 y 1977.

## Historia
Fue creada durante el tardofranquismo, en el contexto del limitado asociacionismo político implementado por Carlos Arias Navarro a finales de 1974, inicialmente con el nombre de Alianza del Pueblo. Se gestó a partir de una reunión del Consejo de Ministros el 11 de febrero de 1975, cambiando su nombre a Unión del Pueblo Español el 22 de mayo de 1975. Fue reconocida oficial y definitivamente por el Consejo Nacional del Movimiento el 28 de julio de 1975. Las asociaciones políticas fueron resultado del desarrollo de la Ley Orgánica del Estado de 1966 y pretendían impulsar un limitado pluralismo dentro del régimen franquista, si bien no tuvieron más capacidad que la de organizar las fuerzas políticas del franquismo ante el proceso de la Transición.
Lideraron la Unión del Pueblo Español, el entonces ministro de Educación, Cruz Martínez Esteruelas y el vicesecretario general del Movimiento Nacional Adolfo Suárez. La Unión del Pueblo Español quería agrupar la todos aquellos políticos más oficialistas del franquismo, ligados al aparato burocrático del Movimiento. El 11 de julio de 1975 la presidencia de UDPE fue asumida por Adolfo Suárez, cargo que mantuvo hasta el 12 de diciembre, cuando fue nombrado ministro secretario general del Movimiento y fue reemplazado en la presidencia de la asociación política por Cruz Martínez Esteruelas.
El 22 y 23 de junio de 1976 la UDPE celebró en Madrid su primer congreso, en el que decidió convertirse en partido político —lo que ocurrió el 17 de septiembre de 1976— y Cruz Martínez Esteruelas fue confirmado como presidente de la agrupación. Posteriormente UDPE formaría parte de Alianza Popular junto a otras fuerzas políticas desde el 9 de octubre de 1976 y conformando la Federación de Alianza Popular el 22 de marzo de 1977. Su disolución ocurrió el 4 de mayo de 1977 al fusionarse junto con Acción Regional, Democracia Social, Reforma Democrática y Unión Social Popular para constituir el Partido Unido de Alianza Popular.

## Promotores
En julio de 1975 formaron parte del grupo de promotores personas como Francisco Labadie Otermin, Carlos Pinilla Turiño, Casimiro Chaves Chaves, José Martínez Emperador, Fernando Abril Martorell, Juan Antonio Samaranch, Juan Velarde Fuertes, Francisco Queipo de Llano y Acuña, Blanca García-Valdecasas, José Manuel Pardo de Santayana, Carlos Larrañaga, Agustín Cotorruelo, José Muñoz Ávila, Fernando Dancausa, Mariano Calviño de Sabucedo, Antonio Chozas Bermúdez, Eduardo Barreiros, Ramón Andrada Pfeiffer, Manuel Blanco Tobío, Manuel Madrid del Cacho, Joan Soler i Bultó, Alfonso Cortina, Javier Carvajal Ferrer, Francisco Abellá Martín, Luis Miravitlles, Pedro Nieto Antúnez y Julián Bercianos Martín.

## Elecciones de 1977
A pesar de que Cruz Martínez Esteruelas había ingresado en Alianza Popular, fue Adolfo Suárez, cuando se puso al frente de la Unión de Centro Democrático, quien aprovechó esta estructura en las elecciones de 1977.